# Esfera sublunar
A esfera sublunar, conforme a física aristotélica e a astronomia grega, é a região do cosmos geocêntrico abaixo da Lua, consistindo dos quatro elementos clássicos: terra, água, ar e fogo.
A esfera sublunar era o reino da natureza mutável. Começando com a Lua até os limites do universo, tudo (para a astronomia clássica) era permanente, regular e imutável — a região do éter onde os planetas e estrelas estão localizados. Somente na esfera sublunar os poderes da física prevaleciam.

## Evolução do conceito
Platão e Aristóteles ajudaram a formular a teoria original de uma esfera sublunar na Antiguidade — a ideia geralmente ia de mãos dadas com o geocentrismo e o conceito de uma Terra esférica.
Avicena levou adiante para a Idade Média a ideia aristotélica de geração e corrupção sendo limitada à esfera sublunar. Escolásticos medievais como Santo Tomás de Aquino — que traçou a divisão entre as esferas celestes e sublunares em sua obra Summa Theologica — também recorreram a Cícero e Lucano para uma consciência da grande fronteira entre a Natureza e o Céu, as esferas sublunares e etéricas. O resultado para as mentalidades medievais/renascentistas foi uma consciência generalizada da existência, na Lua, do que C. S. Lewis chamou de "essa 'grande divisão'... do éter ao ar, do 'paraíso' à 'natureza', do reino de deuses (ou anjos) para o de demônios, do reino da necessidade para o da contingência, do incorruptível para o corruptível."[carece de fontes?]
No entanto, as teorias de Nicolau Copérnico começaram a desafiar a distinção sublunar–etérica. As observações de Tycho Brahe acerca de uma nova estrela e de cometas nos céus supostamente imutáveis minaram ainda mais a visão aristotélica. Thomas Kuhn viu a nova capacidade dos cientistas de ver a mudança nos céus 'incorruptíveis' como um exemplo clássico das novas possibilidades abertas por uma mudança de paradigma.

## Ramificações literárias
Dante Alighieri imaginou o Monte Purgatório tão alto que chegava acima da esfera sublunar, de modo que “essas encostas estão livres de qualquer mudança natural”.
Samuel Johnson elogiou as peças de Shakespeare como “exibindo o estado real da natureza sublunar, que compartilha do bem e do mal, alegria e tristeza, misturados”.